# William Holmes (tävlingscyklist)
William "Bill" Holmes, född 14 januari 1936 i Kingston upon Hull, är en brittisk före detta tävlingscyklist.
Holmes blev olympisk silvermedaljör i laglinjeloppet vid sommarspelen 1956 i Melbourne.